# William Armstrong Percy
William Armstrong Percy III (10 de diciembre de 1933 - 30 de octubre de 2022) es un catedrático estadounidense, historiador, enciclopedista y activista gay. Enseñó desde 1968 en la Universidad de Massachusetts en Boston; comenzó a publicar estudios gais en 1985.

## Primeros años y educación
William es hijo de Anne Minor Dent y William Armstrong Percy II, de los Percy de Misisipi. Sus primos paternos incluyen al famoso escritor Walker Percy y sus hermanos. Su madre fue criada por su tío viudo, el distinguido abogado de Memphis Dent Minor, vástago de los colonos de Maryland y Virginia del siglo XVII. Su tío abuelo John B. Minor enseñó derecho en la Universidad de Virginia de 1845 a 1895, y fue durante décadas el deán de la Facultad de Derecho.
Tras graduarse como valedictorian la Middlesex School en Concord (Massachusetts) en 1951, Percy ingresó en la Universidad de Princeton, donde cursó el programa especial de humanidades. Tuvo dificultades con el rechazo y la persecución durante la época del Macarthismo. En una época en la que el servicio militar todavía era obligatorio, se hizo voluntario del Ejército de los Estados Unidos. Durante su servicio militar estudió noruego en la Army Language School. Trabajó como intérprete de francés como «préstamo» a la CIA en la isla de Saipán.
Después de terminar su servicio militar, Percy terminó su bachiller en 1957 en la Universidad de Tennessee. Pasó un año en Italia para obtener un Certificato de la universidad de Nápoles. Posteriormente, pasó por la Universidad de Cornell para obtener su maestría, seguido por un A.M., y en 1964 por su doctorado que realizó en Princeton.

## Carrera
Percy enseñó en la Universidad de Nueva Orleans, la Universidad Estatal de Luisiana y la Universidad de Misuri en San Luis, dos años respectivamente en cada universidad. En 1968 se trasladó a la Universidad de Massachusetts en Boston. Después de conseguir allí la cátedra, en 1975, Percy dio a conocer su homosexualidad a sus colegas. Se unió a la lucha por los derechos de gais en 1982 y tres años más tarde comenzó a publicar estudios gais.
Paul Cartledge, de la Universidad de Cambridge, ha descrito el libro de Percy Pederasty and Pedagogy in Archaic Greece (1996; «Pederastia y pedagogía en la Grecia arcaica») como la primera obra que trata de ir más allá de la innovadora, pero homófoba, Greek Homosexuality de Kenneth Dover.
En el momento de la publicación de Outing: Shattering the Conspiracy of Silence (1994; «Outing: rompiendo la conspiración del silencio»), Percy anunció que ofrecía un botín de 10 000$ a la persona que «sacase del armario» con éxito a un cardenal estadounidense vivo, un juez activo del Tribunal Supremo de los Estados Unidos o un oficial de cuatro estrellas en activo del Ejército de los Estados Unidos. En vista de la decisión del Tribunal Supremo de descriminalizar en 2003 la sodomía (caso Lawrence contra Texas), eliminó del botín a los jueces, pero aumentó la cantidad a 20 000$ por un cardenal o un oficial de cuatro estrellas.